# Catherine Breillat
Catherine Breillat (Bressuire, 13 luglio 1948) è una regista, sceneggiatrice, scrittrice e attrice francese.
I libri e i film della Breillat, perlopiù adattati da romanzi scritti da lei stessa o da altri autori, sono incentrati sui temi della sessualità femminile e sui conflitti e le rivalità tra i sessi, innescando spesso polemiche per la loro esplicita rappresentazione della sessualità e della violenza. Fra i temi esplorati, la perdita traumatica della verginità (L'adolescente, A mia sorella!, Vergine taglia 36), le relazioni sessuali intergenerazionali (Brève Traversée, Perfect Love), il masochismo femminile (Romance).
In un'intervista a Senses of Cinema, ha descritto David Cronenberg come un regista con un approccio simile al suo, impegnato a sfidare i codici estetici della rappresentazione del sesso. Il suo lavoro è stato associato con la tendenza denominata New French Extremity.

## Biografia

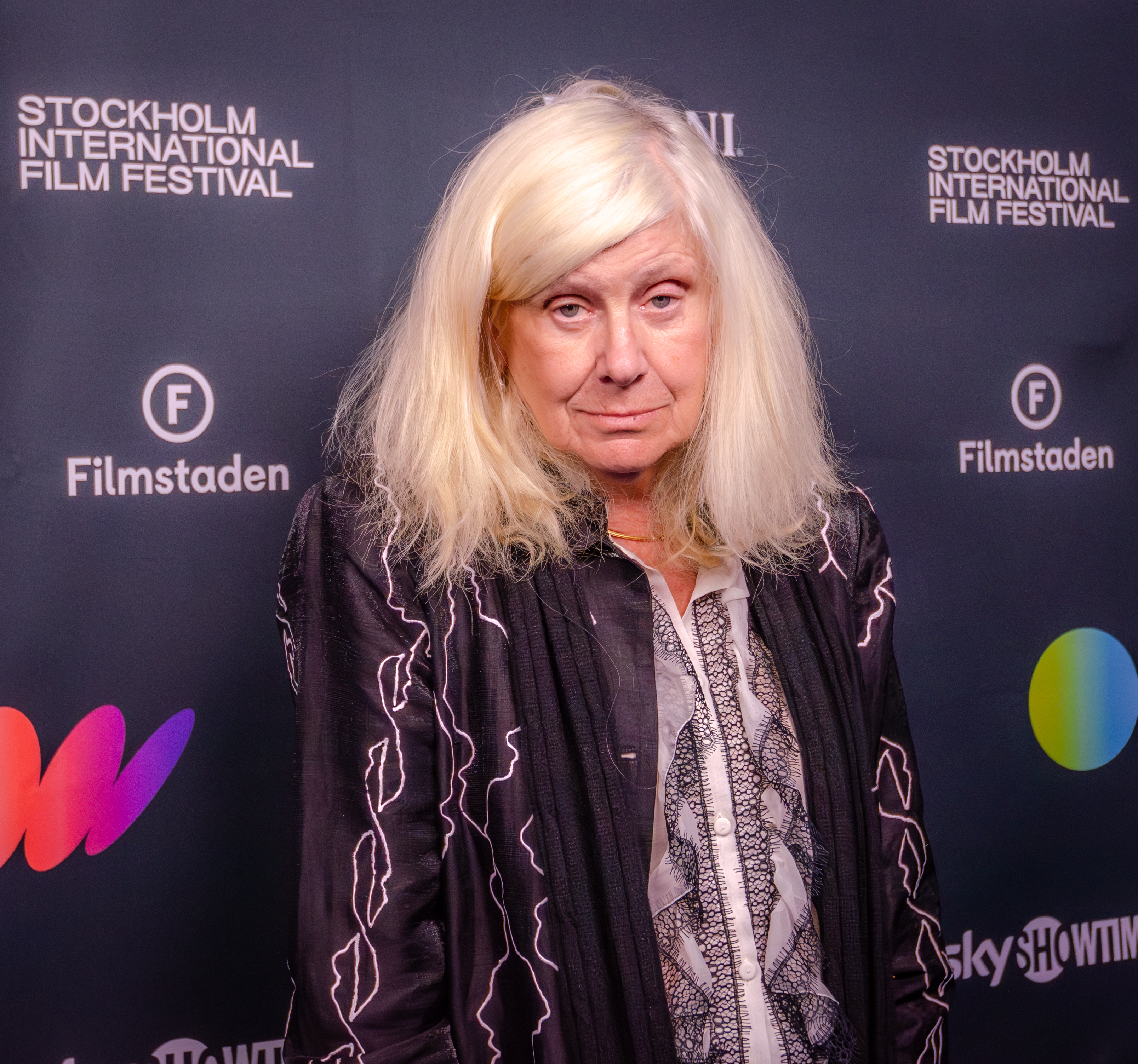
Catherine Breillat al Festival del cinema di Stoccolma 2023

Catherine Breillat è nata a Bressuire nel 1948, figlia del medico Marcel Breillat e di Marie-Jeanne Meillan. Si è appassionata al cinema fin da bambina; a 12 anni ha deciso di diventare scrittrice e regista. All'età di 17, dopo aver lasciato la casa dei genitori ed essersi trasferita a Parigi, ha scritto il suo primo romanzo, L'homme facile (1968), che ha suscitato molto scandalo.
Come attrice, negli anni settanta è apparsa in alcuni film ricoprendo ruoli minori, fra cui Ultimo tango a Parigi di Bernardo Bertolucci (1972), insieme alla sorella, l'attrice Marie-Hélène Breillat. In seguito ha collaborato a diverse sceneggiature con importanti registi, come Liliana Cavani (La pelle, 1981), Federico Fellini (E la nave va, 1983) e Maurice Pialat (Police, 1985), ed è stata assistente al montaggio di Marco Bellocchio in Gli occhi, la bocca (1982).
Ha debuttato alla regia nel 1976 con L'adolescente (Une vraie jeune fille), adattamento cinematografico del suo quarto romanzo, Le Soupirail, seguito nel 1979 da Tapage nocturne, entrambi riservati a un pubblico adulto.
Il suo terzo film, Vergine taglia 36 (36 fillette, 1988), tratto da un suo romanzo omonimo, racconta le vicende di Lili, una quattordicenne sessualmente curiosa e ribelle, in campeggio con la sua famiglia a Biarritz, che ha una relazione emotivamente carica e doppiamente manipolativa con un playboy quarantenne.
Due dei suoi successivi film, Romance (1999) e Pornocrazia (Anatomie de l'enfer, 2003) sono stati interpretati dal pornodivo italiano Rocco Siffredi: il secondo, un'esplorazione dei tabù sociali e religiosi sulla sessualità, ricco di un'iconografia religiosa e classica, racconta la storia di una donna alla ricerca della propria identità sessuale, che dopo aver tentato di suicidarsi nei bagni di un club maschile stringe un contratto con un uomo per essere da lui osservata per quattro notti mentre mette in mostra il proprio corpo.
Il film A mia sorella! (2000), incentrato sul rapporto di amore-odio nutrito dalla dodicenne Anaïs per la sorella maggiore, ha vinto numerosi premi nei Festival di Cannes, Berlino, Rotterdam e Chicago. Nello stesso anno Catherine Breillat è stata protagonista alla Mostra di Venezia nel 2000 con la sceneggiatura di Selon Matthieu diretto da Xavier Beauvois, e nel 2001 presenta Brève Traversée, storia di una trentenne disillusa e disgustata dagli uomini e dall’amore, che seduce ed è sedotta da un sedicenne.
Sul finire del 2004 è stata colpita da un'emorragia cerebrale che le ha causato una paralisi al lato sinistro e l'ha costretta a mesi di ricovero ospedaliero e a una lenta riabilitazione. Da allora usa un bastone per camminare.
Il suo successivo lavoro, Une vieille maîtresse (2007), un film ispirato all'omonimo romanzo, un classico libertino ottocentesco di Jules Barbey d'Aurevilly, interpretato da Asia Argento, è stato in concorso del 60º Festival di Cannes.
Nel 2013 è stato presentato in anteprima mondiale al Toronto International Film Festival Abus de faiblesse, interpretato da Isabelle Huppert, un film semi-autobiografico, tratto dal suo omonimo libro. La storia raccontata rielabora la vicenda, realmente accaduta, della truffa subita dalla regista da parte di Christophe Thierry Daniel Rocancourt, un impostore francese professionista che, approfittando del suo handicap e della sua debolezza, si era fatto dare in prestito ingenti somme di denaro, mai restituite.
Nel 2019 Catherine Breillat ha presieduto la giuria del 72° Festival di Locarno.
Nel 2023 ha concorso alla Palma d'oro del Festival di Cannes con il film Ancora un'estate, che ha per protagonista un'affermata avvocata impegnata in una relazione clandestina con il figliastro diciassettenne.

## Vita privata
Catherine Breillat ha tre figli, nati da uomini differenti.

## Influenze nel cinema
Una testimonianza di Catherine Breillat si trova in una sezione dedicata al cinema delle donne nella rivista numero 800 di Cahiers du cinéma, intitolato alla tematica Refaire le monde. La regista parla dell'innamoramento per Una vampata d'amore di Bergman, il film che l'ha spinta a diventare cineasta, dove per la prima volta si riconosceva sullo schermo e che questo sia il principio della finzione: per conoscersi bisogna riconoscersi.

## Filmografia

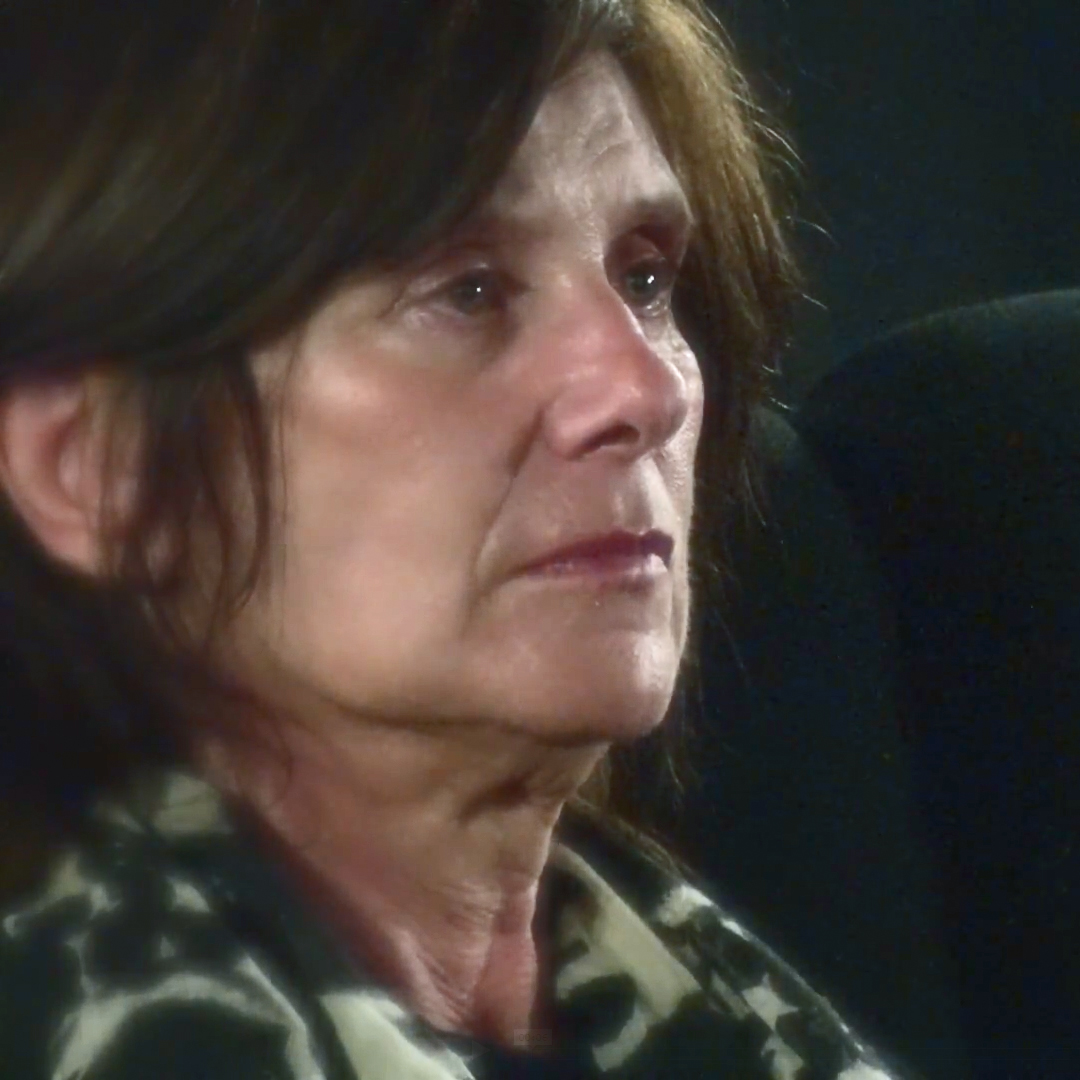
Catherine Breillat nel 2014

### Regista e sceneggiatrice
- L'adolescente (Une vraie jeune fille) (girato nel 1975 ma proiettato per la prima volta nel 1999 soltanto)
- Tapage nocturne (1979)
- Vergine taglia 36 (36 Fillette) (1988)
- Sale comme un ange (1991)
- À propos de Nice, la suite (1995) - episodio Aux Niçois qui mal y pensent
- Parfait Amour! (1996)
- Romance (1999)
- A mia sorella! (À ma sœur!) (2001)
- Brève Traversée (2001)
- Sex Is Comedy (2002)
- Pornocrazia (Anatomie de l'enfer) (2004)
- Une vieille maîtresse (2007)
- Barbe Bleue (2009)
- La belle endormie (2010)
- Abus de faiblesse (2013)
- Ancora un'estate (L'Été dernier) (2023)

### Sceneggiatrice
- Un letto in società (Catherine et Cie), regia di Michel Boisrond (1975)
- Bilitis, regia di David Hamilton (1977)
- La pelle, regia di Liliana Cavani (1981)
- Gli occhi, la bocca, regia di Marco Bellocchio (1982)
- L'araignée de satin, regia di Jacques Baratier (1984)
- Police, regia di Maurice Pialat (1985)
- Milan noir, regia di Ronald Chammah (1987)
- Zanzibar, regia di Christine Pascal (1989)
- Le diable au corps, regia di Gérard Vergez (1990) - film TV
- L'ultima luna - L'avventura di Catherine C. (Aventure de Catherine C.), regia di Pierre Beuchot (1990)
- La thune, regia di Philippe Galland (1991)
- La nuit de l'océan, regia di Antoine Perset (1992)
- Le secret d'Elissa Rhaïs, regia di Jacques Otmezguine (1993) - film TV
- Couples et amants, regia di John Lvoff (1993)
- Viens jouer dans la cour des grands, regia di Caroline Huppert (1997) - film TV
- Selon Matthieu, regia di Xavier Beauvois (2000)

### Attrice
- Ultimo tango a Parigi, regia di Bernardo Bertolucci (1972)
- Une saison dans la vie d'Emmanuel, regia di Claude Weisz (1973)
- Le dialogue dans le marécage, regia di Michel Hermant (1973) - film TV
- Dracula padre e figlio (Dracula père et fils), regia di Édouard Molinaro (1976)
- Une femme de ménage, regia di Claude Berri (2002)

## Opere letterarie
- L'homme facile
- Une vraie jeune fille
- Le silence, après..., 1971
- Le Soupirail, 1974
- Le livre du plaisir, 1999 - antologia
- Pornocratie, 2004
- (FR) Corps amoureux, Editions Denoël, 2006, ISBN 978-2207257197.
- (FR) Bad Love, Editions Léo Scheer, 2007, ISBN 978-2756100968.
- (FR) Con Jean-François Kervéan, Abus de faiblesse, Fayard, 2009, ISBN 9782213651699.
- (FR) Je ne crois qu'en moi: Entretien avec Murielle Joudet, Capricci Editions, 2023, ISBN 979-1023905007.